# خط تونس العاصمة (قابس)
خط السكة الحديدية بين تونس العاصمة وقابس أو الخط 5 هو خط سكة حديد في تونس يربط بين شمالها وجنوبها من الجهة الساحلية.
238 قطار مسافرين (منهم 58 قطار خطوط بعيدة و 180 قطار ضواحي) و 50 قطار بضائع يستخدمون الخط يوميا. فقط 8 قطارات (4 رحلات ذهاب/إياب) يوميا تربط بين العاصمة ومدينة قابس.

## مقالات ذات صلة
- النقل بالسكك الحديدية في تونس
- خط الضاحية الجنوبية لتونس